# Jamie Baker (Tennisspieler)
Jamie Baker (* 5. August 1986 in Glasgow) ist ein ehemaliger britischer Tennisspieler aus Schottland.

## Karriere
Jamie Baker begann mit vier Jahren Tennis zu spielen und wurde 2004 Profi. Er gewann auf der zweitklassigen Challenger Tour einen Titel im Doppel. Seinen größten Erfolg auf der World Tour feierte er 2012 beim Turnier in Eastbourne, als er in der ersten Runde mit Donald Young einen Top-50-Spieler besiegen konnte. Bei Grand-Slam-Turnieren kam er im Einzel nie über die erste Runde hinaus. Während er für seine Teilnahmen in Wimbledon stets eine Wildcard erhielt, gelang es ihm 2008 bei den Australian Open, sich über die Qualifikation ins Hauptfeld zu spielen.
Baker spielte zwischen 2006 und 2011 acht Einzelpartien für die britische Davis-Cup-Mannschaft mit ausgeglichener Bilanz.
Er hat seit Juli 2013 kein Profiturnier mehr bestritten, seit Juli 2014 wird er in den Weltranglisten nicht mehr geführt.

## Erfolge
| Legende (Anzahl der Siege)  |
| Grand Slam                  |
| ATP World Tour Finals       |
| ATP World Tour Masters 1000 |
| ATP World Tour 500          |
| ATP World Tour 250          |
| ATP Challenger Tour (1)     |

### Doppel

#### Turniersieg
| Nr. | Datum       | Turnier  | Belag | Partner    | Finalgegner                    | Ergebnis |
| --- | ----------- | -------- | ----- | ---------- | ------------------------------ | -------- |
| 1   | 3. Mai 2010 | Savannah | Sand  | James Ward | Bobby Reynolds Fritz Wolmarans | 6:3, 6:4 |